# 凱塞多
凱塞多是哥倫比亞的城鎮，位於該國北部，由安蒂奧基亞省負責管轄，距離首府麥德林128公里，始建於1870年，面積221平方公里，海拔高度1,820米，2005年人口7,669。
6°24′18″N 75°58′56″W / 6.40500°N 75.98222°W